# El Salvador
|  | Per a altres significats, vegeu «Salvador». |

El Salvador, oficialment República d'El Salvador és una república de l'Amèrica central que limita a l'oest amb Guatemala, al nord i a l'est amb Hondures i al sud amb l'oceà Pacífic. Té una superfície de 21 041 km² i una població de 6 537 498 habitants. El seu territori està organitzat en 14 departaments, 262 districtes i 44 municipis. La capital és San Salvador, amb mig milió d'habitants, i les ciutats principals són les ciutats de Santa Ana i San Miguel, amb més de 150.000 habitants.
El Salvador va obtenir la independència d'Espanya el 1821 i va formar part de les Províncies Unides de l'Amèrica central el 1823 i va esdevenir un estat independent el 1842. Durant la dècada dels trenta la Força Armada va prendre el poder polític de la ma de l'oligarquia. Una guerra civil de dotze anys, que va costar la vida a unes 75.000 persones, va ser duta a bon terme entre el 1980 i el 1992 quan el govern i els rebels d'esquerra van signar un tractat que preveia reformes polítiques i militars.
Posteriorment, durant 30 anys, el poder polític va ser exercit pels partits ARENA i FMLN, que a mesura que van passar els anys perdrien suport popular a causa del seu involucrament en forts casos de corrupció. Això va fer que, el 2019, Nayib Bukele assumís la presidència, trencant amb el bipartidisme.

## Toponímia
Producte de la unió de les províncies de Sonsonate i San Salvador, el nom oficial d'El Salvador va ser acceptat en la primera Constitució de la República, promulgada el 12 de juny de 1824. No obstant això, el costum de fer contracció de la primera paraula va provocar que fos escrit com a "República del Salvador". Fins i tot, aquesta mateixa carta magna estipulava que l'estat es denominaria Estat del Salvador (art. 7).
No seria fins al 7 de juny de 1915, per mitjà del Decret legislatiu, que va ser establert definitivament com a nom oficial El Salvador. Malgrat el precepte, en documents oficials internacionals continuava la pràctica d'ometre la primera part del nom oficial de la república. El 1958, per gestions del secretari de cultura Jorge Lardé i Larín, es va emetre un altre Decret legislatiu, el 23 d'octubre, en el qual es va afegir al text del 7 de juny de 1915 la prohibició de suprimir la paraula El quan fos associada a les paraules República o estat. Així mateix, es va determinar la reserva del dret a contestar qualsevol document o subscriure qualsevol conveni on aparegués escrit incorrectament el nom oficial de la república.
D'acord amb l'historiador Pedro Escalante Arce, el canvi de San Salvador a Estat del Salvador es va realitzar per significar que, a partir de la formació com a estat, abastaria tant a la província de San Salvador, com la de Sonsonate, que des de 1823 n'era part.

## Història
Actualment, les persones que conserven algun tipus d'identitat o cultura indígena representa menys del 2% al Salvador. Abans de l'arribada dels espanyols, la població d'El Salvador es dividia en dos grans grups: els "autòctons" lenques, absorbits culturalment pels pobles invasors maies i nàhues (un dels grups asteques); i els pipils, molt més nombrosos i descendents de les migracions nàhues, com demostren les fortes influències lingüístiques del nàhuatl (llengua predominant entre els asteques). Els pipils donaren nom a les terres del centre del país, com Cuzcatlán ('terra de coses boniques'), i funden un centre cultural i polític del mateix nom, prop de l'actual ciutat de San Salvador.
L'Amèrica central va ser conquerida des de dos fronts: la vall d'Anahuac a Mèxic, i l'istme de Panamà. Les expedicions enviades des de Mèxic per Hernán Cortés, al comandament de Pedro de Alvarado, tenien la missió de conquistar Cuscatlán, cristianitzar els indis i sotmetre'ls a les lleis de la corona de Castella, integrant el territori en la capitania general de Guatemala.
Els espanyols van trigar quinze anys a dominar completament els pipils, des que Pedro de Alvarado i el seu germà Diego van envair Cuscatlán el 1524. Finalment, se'ls hi van espoliar les terres i obligaren els indígenes a treballar a benefici dels espanyols, sotmetent l'autoritat dels cacics a la dels invasors.
Els espanyols van imposar l'"encomienda", mitjançant la qual un grup d'indígenes era encomanat a la "protecció" d'un espanyol, per a qui, en realitat, estaven obligats a treballar gratuïtament i al qual es veien forçats a lliurar un tribut en espècies. El cacau, el cotó, l'anyil i el bàlsam eren els productes que s'obtenien a El Salvador i d'on van sortir les primeres fortunes colonials.

### Guerra Civil (segle XX)

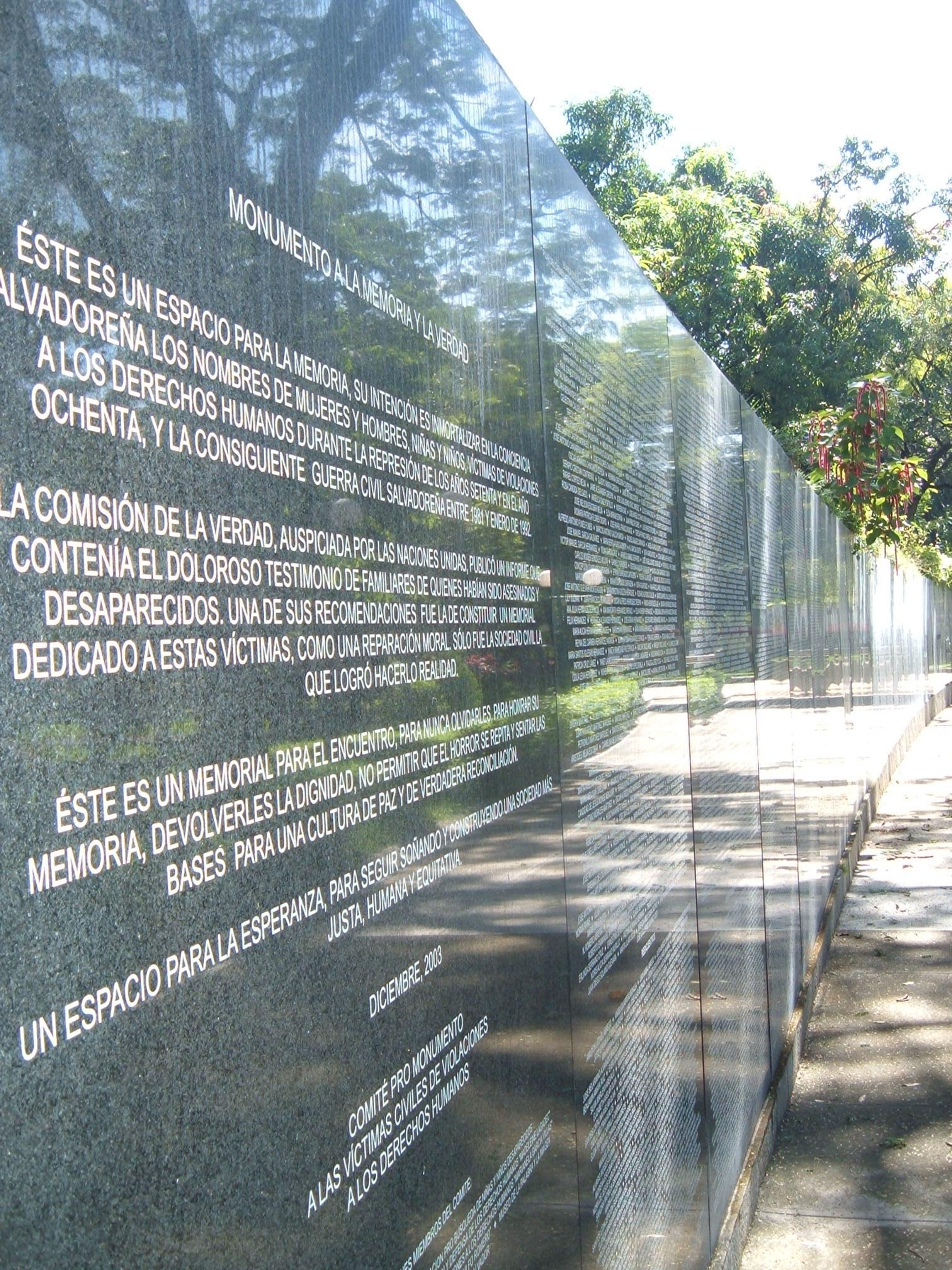
«Monument a la memòria i la veritat», en honor de les víctimes civils del conflicte armat

L'ambient de violència política que s'havia viscut la dècada de 1970 va contribuir enormement a la Guerra civil, que duraria 12 anys (1980-1992). Va ser un conflicte que militarment es va definir com una "guerra de baixa intensitat", o guerra popular perllongada, com la denominaven les forces guerrilleres del FMLN, i que va costar la vida a més de 75.000 persones entre morts i desapareguts.
Alguns factors que van contribuir a la guerra van ser: la caiguda internacional del preu del cafè, els constants fraus electorals i el descontentament de la població per la forma de governar dels militars. Entre alguns successos que van encendre els ànims durant el conflicte armat, destaca l'assassinat de l'arquebisbe de San Salvador, Óscar Arnulfo Romero, el 1980.
L'ambient turbulent va finalitzar el 1992 quan els combatents del Front Farabundo Martí per a l'Alliberament Nacional (FMLN), format per cinc agrupacions d'esquerra, i el govern de dreta del llavors president Alfredo Cristiani, d'Aliança Republicana Nacionalista (ARENA), van signar els acords de pau el 16 de gener de 1992 a Chapultepec, Mèxic, que van assegurar reformes polítiques i militars, però no van aprofundir en l'aspecte social.

## Govern i política

Escut d'armes d'El Salvador

La Constitució política de l'any 1983 disposa que El Salvador és un país amb un sistema polític pluralista que s'expressa per mitjà dels seus partits polítics, els quals són els únics instruments per a la representació del poble. Per a la seva administració política, el territori es divideix en departaments, i en cadascú existeix un governador triat pel poder executiu; aquests funcionaris exerceixen labors administratives la funció principal de les quals és la de servir d'enllaç entre la presidència i els governs locals de cada departament, així com atendre les necessitats de les comunitats en coordinació amb la direcció de protecció civil del Ministeri de Governació.
A El Salvador, per al govern local els departaments es divideixen en municipis, que són autònoms en l'econòmic, tècnic i administratiu, encara que estan obligats a col·laborar amb altres institucions públiques en els plans de desenvolupament nacional i regional.
D'acord amb la Constitució, a El Salvador existeixen tres òrgans fonamentals, els quals són el legislatiu, l'executiu i el judicial. El legislatiu és un cos col·legiat format per vuitanta-quatre diputats, al qual correspon, fonamentalment, la funció de legislar. Els seus membres es renoven cada tres anys, i poden ser reelegits. Les resolucions de l'òrgan legislatiu, o Assemblea legislativa, requereixen el vot favorable de la meitat més u dels diputats, excepte els casos específics dictats en la constitució. També pot formar comissions especials per investigar assumptes d'interès nacional.
L'òrgan executiu es troba format pel president i vicepresident de la República, els ministres i viceministres al costat dels seus funcionaris dependents. El període presidencial és de cinc anys. El president és també el comandant general de la força armada, institució encarregada de la defensa nacional. La seguretat pública es troba a càrrec de la policia nacional civil. També existeix un Consell de Ministres.
La potestat de jutjar i fer executar el jutjat correspon a l'òrgan judicial, el qual està compost per la Cort Suprema de Justícia, les cambres de segona instància, i els altres tribunals que disposen les lleis del país en les matèries que els corresponen. També existeix un Consell Nacional de la Judicatura, una entitat independent en les seves funcions, que contribueix a l'eficiència de la carrera judicial.

## Geografia

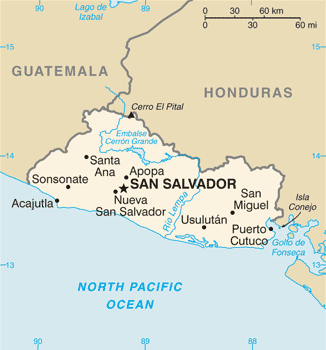
Mapa d'El Salvador (en anglès)

És el país més petit d'Amèrica central, i l'únic sense costa al mar Carib. El seu territori és en gran part muntanyenc, amb un cinturó costaner estret i un altiplà central. És conegut per la gran quantitat de volcans que té, i ser sotraguejat sovint per terratrèmols de diversa intensitat. És travessat per la carretera panamericana, una de les rutes principals que s'utilitzen per a viatjar entre l'Amèrica del Nord i la del Sud. Actualment, s'està millorant tota la carretera amb l'ampliació a quatre carrils del tram San Salvador-San Miguel.
Els primers legisladors postcolonials, com Francisco Morazán o Gerardo Barrios, eren descendents de francesos i, per tant, propers al codi napoleònic, que va ser adaptat amb èxit a El Salvador. Per aquesta raó, el país té divisions territorials a l'estil francès. El Salvador està dividit en 14 departaments:
| Subdivisió administrativa d'El Salvador | 1. Ahuachapán 2. Cabañas 3. Chalatenango 4. Cuscatlán 5. La Libertad 6. La Paz 7. La Unión | Morazán San Miguel San Salvador San Vicente Santa Ana Sonsonate Usulután |

### Hidrografia

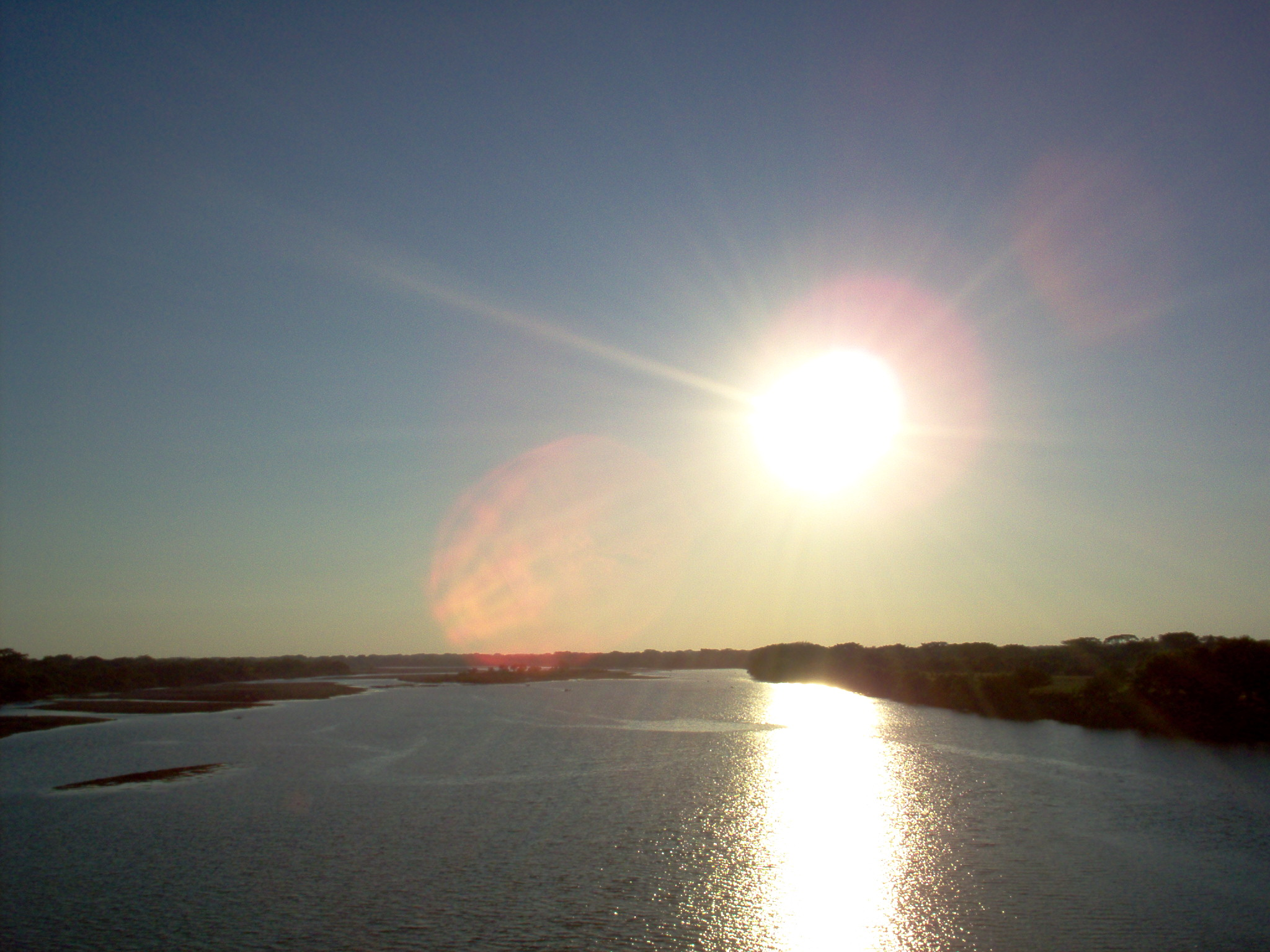
El riu Lempa és el més important del país

Per a l'any 2006, els recursos hídrics d'El Salvador s'estimaven en 17,8 km³, dels quals 11,6 provenen de les aigües superficials. Així mateix és l'únic país de Centreamèrica el territori del qual drena totalment al vessant de l'oceà Pacífic. Un total de 360 rius es consideren d'importància, els quals estan agrupats en deu regions hidrogràfiques. La més important és la conca del riu Lempa (10.167 km²), de la qual un 56% pertany a El Salvador, i la resta a Guatemala i Hondures.
Les altres conques són: Paz (919,9 km²), Cara Sucia-San Pedro (768,8 km²), Gran de Sonsonate-Banderes (778,4 km²), Mandinga-Comalapa (1.294,5 km²), Jiboa-Estero Jaltepeque (1.638,6 km²), Badia de Jiquilisco (779,01 km²), Gran de San Miguel (2.389,2 km²), Sirama (1.294,5 km²), i Goascorán (1.044,4 km²).
D'altra banda, per a l'any 2005, van ser identificats un total de 59 masses d'aigua com llacs (entre els quals destaquen Ilopango, Güija i Coatepeque), així com llacunes, embassaments i manglars. Els embassaments hidroelèctrics comprenen: Cerrón Gran, 5 de novembre, 15 de setembre i Guajoyo.
El Salvador també disposa d'aigües subterrànies. Encara que la seva delimitació geogràfica no ha estat detallada, existeix una estimació de 2.000 milions de m³ de recàrrega de precipitació a l'any. Els aqüífers de major rendiment corresponen a Sonsonate-Acajutla, Jiboa-Lempa, Lempa-Jiquilisco, Usulután-Gual Marín, Valle de Zapotitán, Quezaltepeque-Opico, i San Salvador, entre d'altres. Tots estan situats a la fossa Central i a la plana costanera del territori.

### Vulcanologia i sismologia

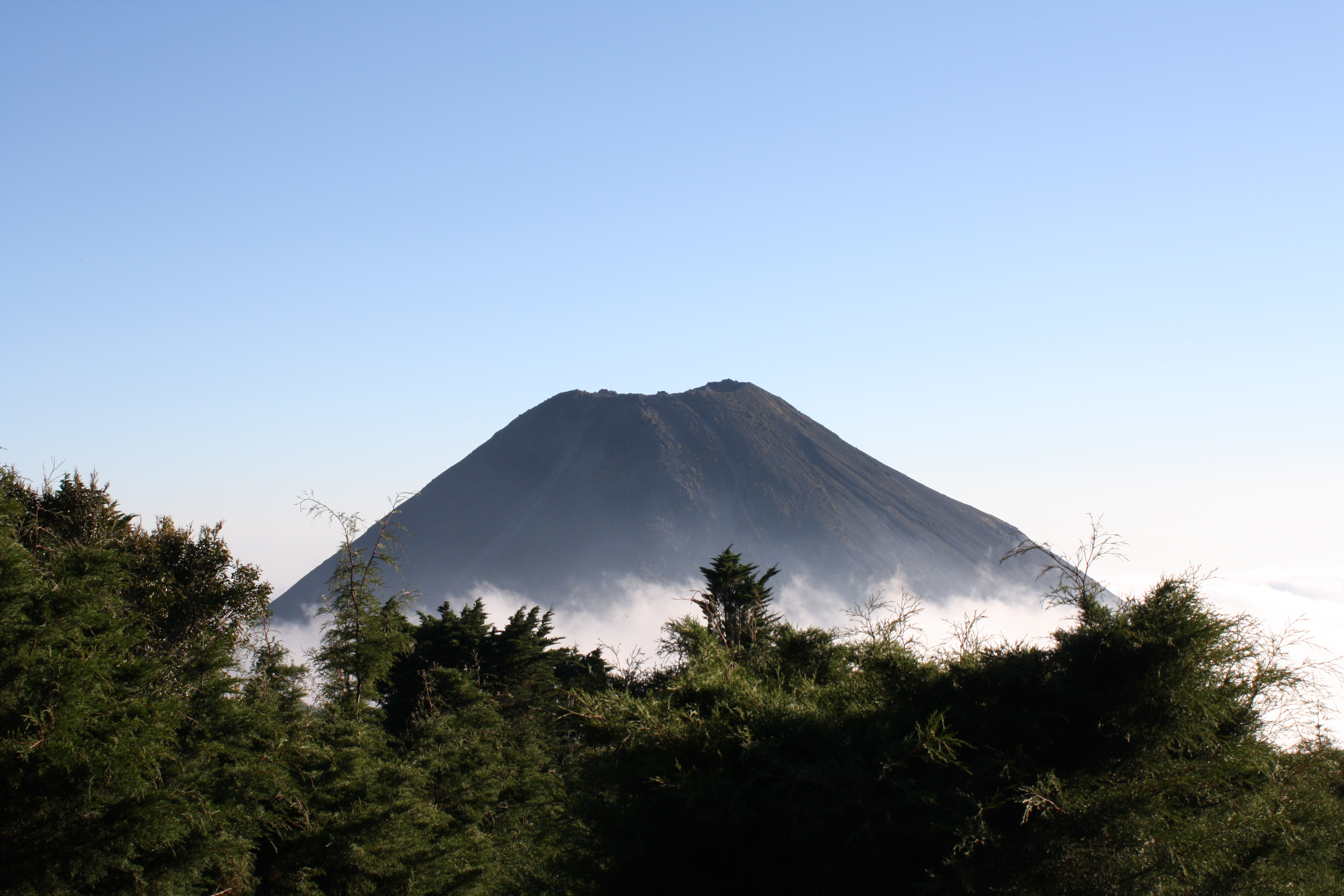
Volcà d'Izalco

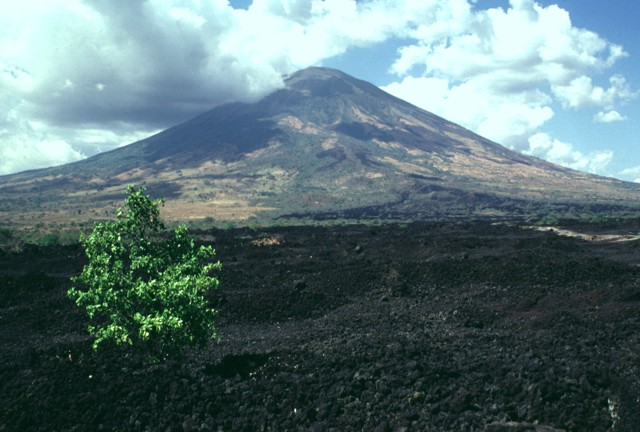
Volcà de San Miguel

El Salvador es troba en el cinturó de Foc del Pacífic i el seu territori volcànic és molt actiu. De fet, el 90% del seu sòl és conformat per materials volcànics. El nombre de volcans individuals és de vint-i-tres, encara que només quatre (Santa Ana, San Salvador, San Miguel i Izalco) n'han tingut activitat continuada. D'altra banda, l'erupció del volcà d'Ilopango l'any 260 dC, ha estat una de les més grans de la regió centreamericana.
Per les característiques geotectòniques i morfològiques, els volcans es divideixen en dos grups: els volcans antics del Terciari (de més de dos milions d'anys), i els volcans joves del Quaternari (menys de dos milions d'anys). Al primer grup pertanyen volcans com el de Siguatepeque i Cacahuatique, i es considera que tenen remotes possibilitats d'entrar en erupció; d'altra banda, els volcans del Quaternari presenten els tipus d'estrat alts, depressions vulcanotectòniques, cràters d'explosió, cràters per enfonsament o cons d'escòries. Exemples en són: Santa Ana, Izalco, San Salvador, San Vicente, San Miguel, Tecapa i Conchagua, entre d'altres.
El Salvador, per la seva cadena volcànica i la seva ubicació en un sistema de falles geològiques i el procés de subducció entre les plaques tectòniques de Cocos i el Carib, es troba en una regió d'alt índex d'activitat sísmica. Un total de 55 terratrèmols han ocorregut entre 1573 i 2001, i s'estima que un 70% del territori pot veure's afectat per l'ocurrència d'un esdeveniment d'aquesta naturalesa. El nombre de víctimes des dels anys 1980 s'ha incrementat, situació que s'adjudica a la pressió demogràfica, els tipus de construcció dels habitatges i edificis, i la profunditat i distància de l'epicentre a les zones poblades.

### Clima

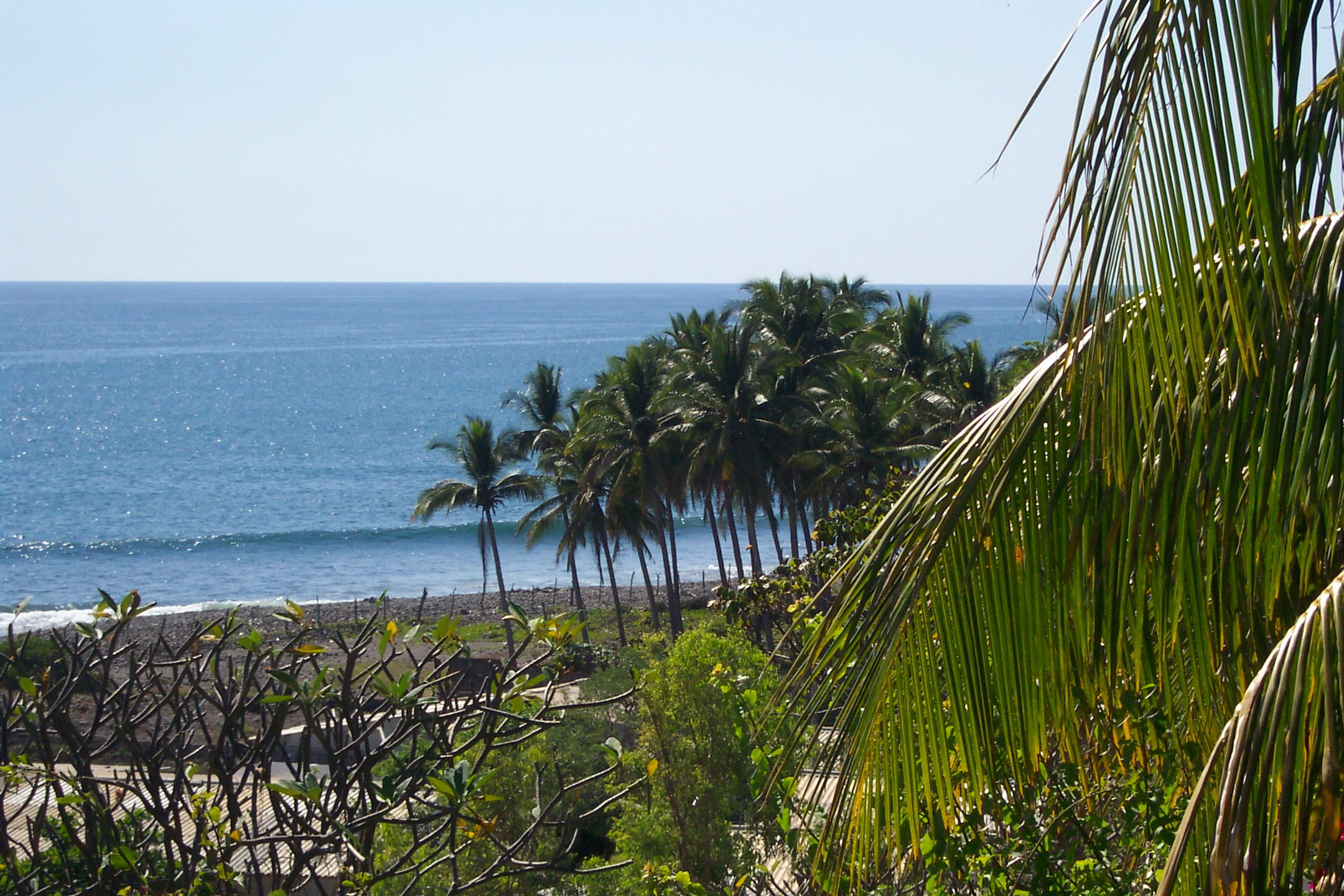
Platja del municipi de La Libertad

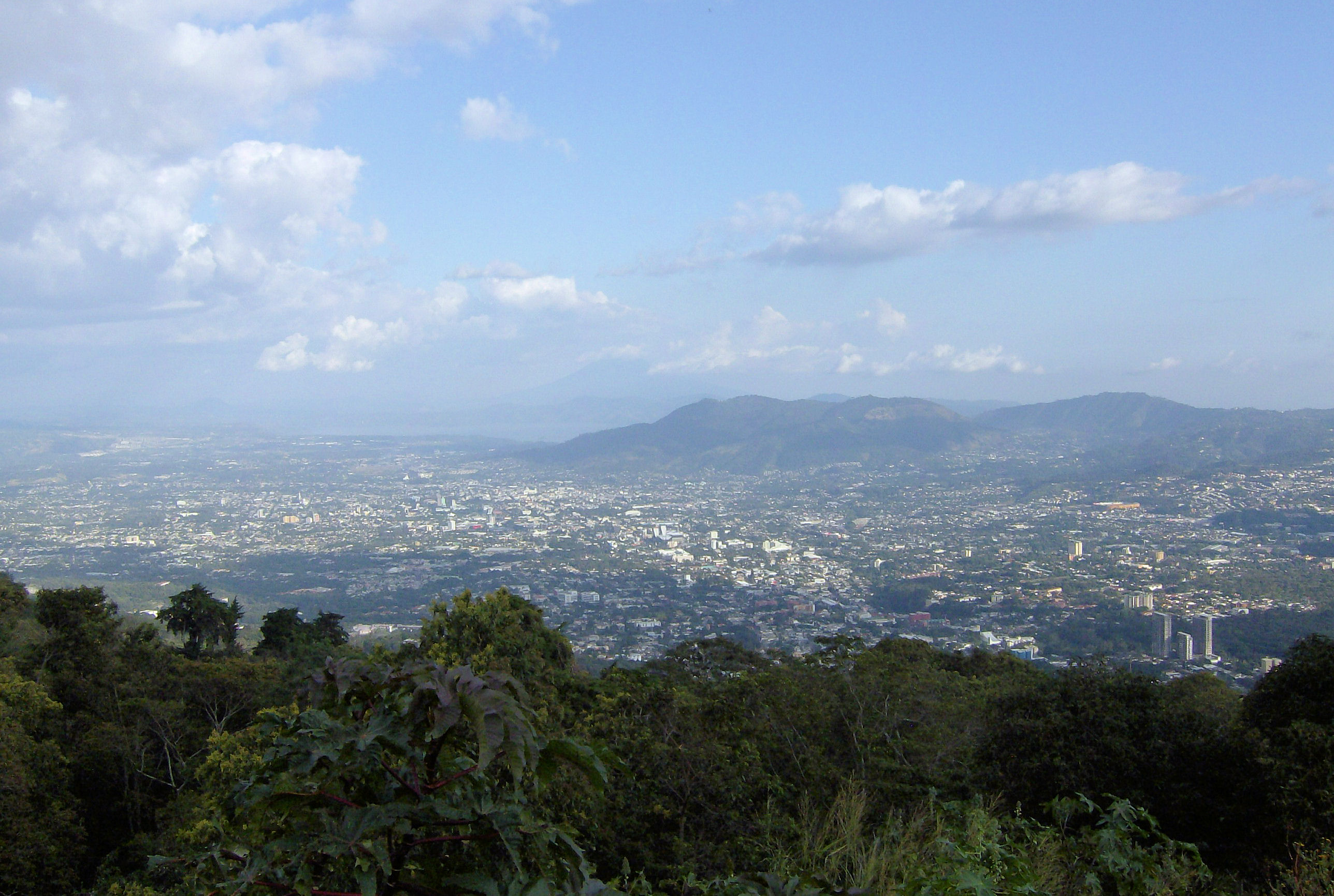
La ciutat de San Salvador està situada a la fossa central del territori

El Salvador es troba a la zona climàtica tropical i ofereix condicions tèrmiques similars durant tot l'any. No obstant això, a causa de la seva franja costanera al llarg de l'oceà Pacífic, ocorren oscil·lacions anuals importants relacionades amb la brisa marina que transporta humitat i calor.
La temperatura mitjana anual (període considerat: 1950-1990) és de 24,8 °C, i es presenta la temperatura mitjana més baixa en els mesos de desembre (23,8 °C) i gener (23,9 °C), mentre que el mes més càlid és abril (32,0 °C). La precipitació mitjana anual és de 1.823 mm.
D'acord amb el fet que els termòmetres de les estacions meteorològiques estan influïts per l'illa de calor de les urbs, en els últims trenta anys la temperatura ha augmentat 1,2 °C, i la dècada dels anys 1980 fou una de les més calentes (encara que l'estadística ni tan sols cobreix una centúria), amb precipitacions influenciades per l'esdeveniment El Niño.
El Salvador té dues estacions: la seca (novembre-abril) i la plujosa (maig-octubre). A més, el país es veu afectat per l'estació d'huracans del Carib (juny-novembre). Les freqüents tempestes tropicals i huracans augmenten el cabal dels rius locals, afectant algunes de les àrees amb inundacions. Els huracans més destructius que han afectat El Salvador són: Fifi (1974), Gilbert (1988), Andrew (1992), Mitch (1998), Stan (2005), i Felix (2007). L'huracà Ida i una baixa pressió al novembre de 2009 va registrar una pluja de 522 mm en només quatre hores, l'any 2010 Agatha va afectar en el mes de maig i va acumular 574 mm i l'any 2011 la depressió tropical Dotze-I va deixar acumulats de més de 1.200 mm en 5 dies.

## Economia

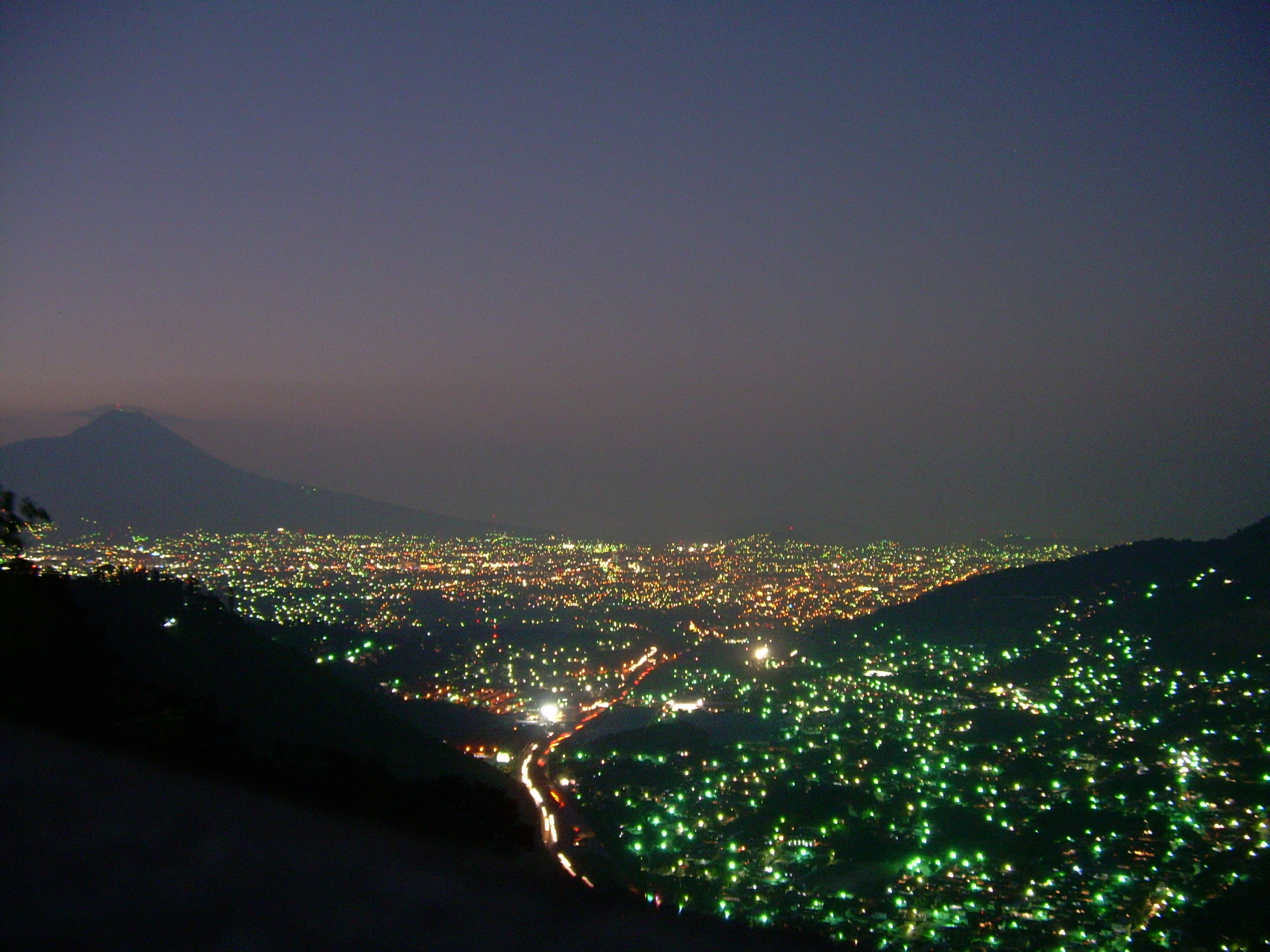
San Salvador

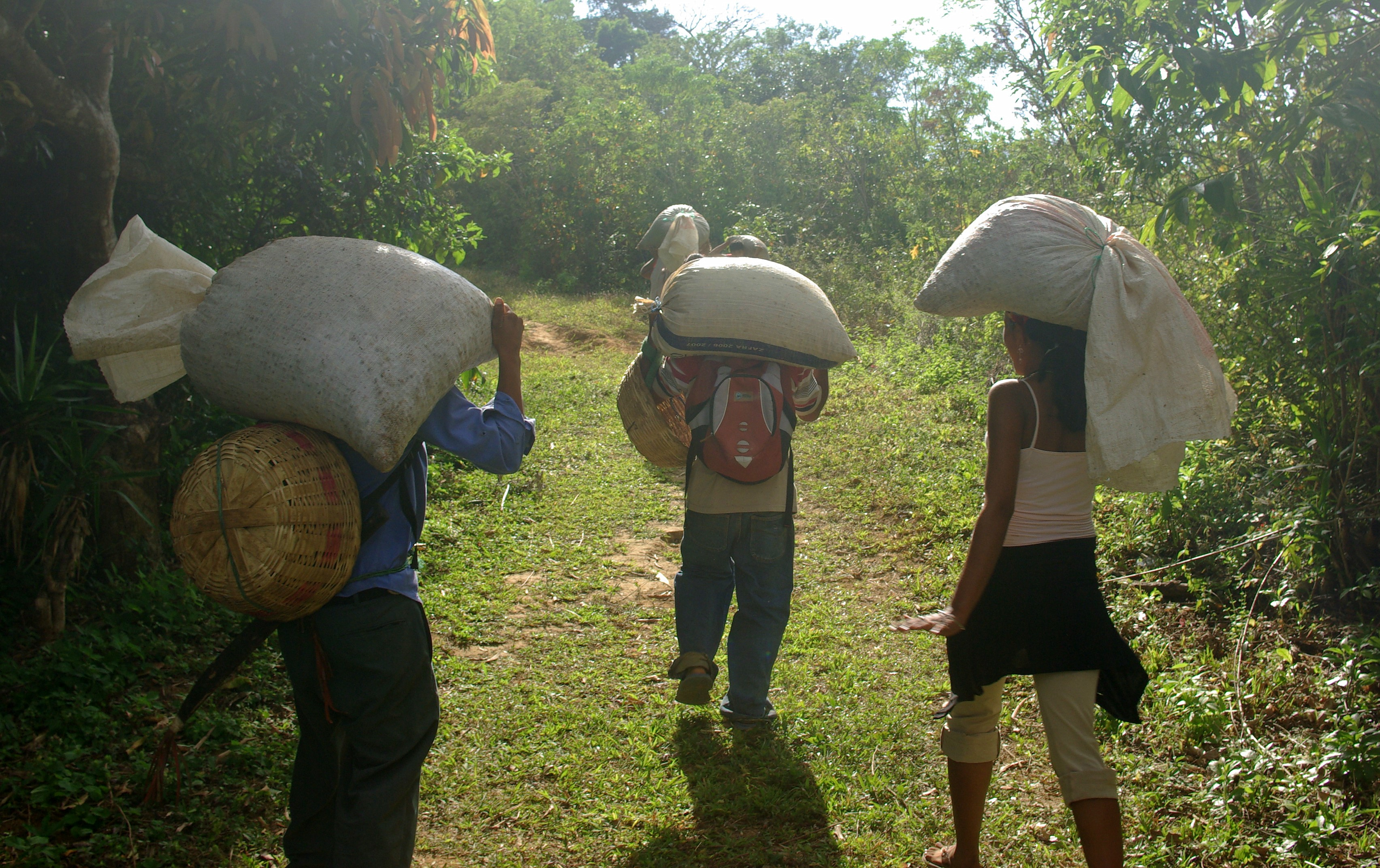
El Salvador és un gran productor de cafè

Segons el Fons Monetari Internacional i els llibres publicats per la CIA, l'economia del Salvador està situada pel que fa a l'Amèrica central en el tercer lloc, després de Costa Rica i Guatemala. El Salvador va ser el primer país a ratificar el tractat de Lliure Comerç entre els Estats Units, Centreamèrica i la República Dominicana el 2006. El tractat, conegut com a DR-CAFTA, va impulsar les exportacions d'aliments, sucre i etanol, i va donar suport a la inversió en el sector de manufactura de roba. Actualment, l'economia està més orientada cap a la manufactura i els serveis, en lloc de l'agricultura (cultiu del cafè). Les seves principals indústries són la d'aliments i begudes, productes del petroli, tabac, productes químics, tèxtils i mobles.
El Salvador va buscar promoure un ambient favorable al lliure comerç i a les inversions, i a més va realitzar un procés de privatitzacions que es va estendre a les telecomunicacions, generació d'electricitat, bancs i fons de pensió.
L'economia salvadorenca ha experimentat una mescla de resultats durant els successius governs del partit Arena en les iniciatives del mercat lliure i el model de gerència fiscal que inclouen la privatització del sistema d'activitats bancàries, les telecomunicacions, les pensions públiques, la distribució elèctrica, i una part de la generació elèctrica, reducció dels aranzels, eliminació dels controls de preus i una aplicació millorada dels drets de propietat intel·lectual. El PIB ha estat creixent en un pas constant però modest després de la signatura dels acords de pau el 1992, en un ambient de l'estabilitat macroeconòmica. Un problema que El Salvador enfronta és la desigualtat econòmica de la distribució de guanys personals. El 1999, la cinquena part més rica de la població va rebre el 45% del guany del país, mentre que la cinquena part més pobra va rebre només el 5,6%.

## Demografia

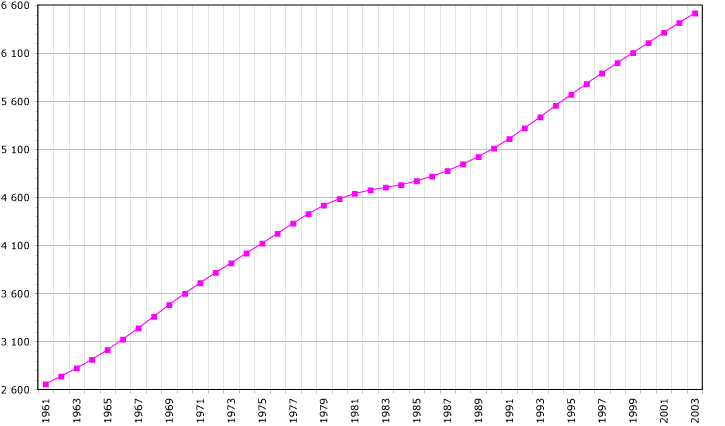
Creixement poblacional d'El Salvador entre els anys 1961-2003

La població d'El Salvador per a l'any 2017 és de 6.377.853 habitants, dins del seu territori. Per a l'any 2007, hi havia un 86% de població mestissa; 12% blanca; 0,23% d'indígenes, entre ells kakawiras (0,07%), nahua-pipiles (0,06%), i lencas (0,04%); també un 0,13% de població negra; i 0,56% d'altres grups ètnics. És el país més densament poblat d'Amèrica Llatina.
Pel que fa a la població negra, la seva presència al territori es remunta a l'inici de la colonització espanyola, però es va tractar d'ocultar la seva existència en el procés de configuració de la nació dels segles XIX i XX, en els quals s'exaltava el mestissatge i els seus dos orígens: l'ètnia blanca i índia. Per al cas, el general Maximiliano Hernández Martínez va arribar a instituir lleis d'ètnies en la dècada de 1930 que prohibien l'entrada de poblacions negres al país. El capítol III de la llei “Restriccions i limitacions a la immigració” de 1933, deia en el capítol 25: “Es prohibeix l'entrada al país als estrangers compresos en un o més dels casos següents: als d'ètnia negra; als malais i als gitanos, coneguts també al país amb el nom d'hongaresos”. I l'article 26 continuava: “No es permetrà, així mateix, l'ingrés al país de nous immigrants originaris d'Aràbia, Líban, Síria, Palestina o Turquia, generalment coneguts amb el nom de turcs”.
A l'inici de l'any 2004, vivien fora d'El Salvador prop de 3,1 milions de salvadorencs, com immigrants als Estats Units -la majoria de forma indocumentada/il·legal-, que és la destinació on tradicionalment es dirigeixen per deixar la precària situació econòmica en la qual viuen o per millorar les condicions de vida. La segona comunitat més gran de salvadorencs residint a l'exterior és la comunitat de Guatemala, que sumen uns 111.000; també hi ha nodrides comunitats salvadorenques al Canadà, Mèxic, Itàlia, Suècia, Espanya, Austràlia i Costa Rica. Aquesta situació es va agreujar durant la Guerra civil de la dècada del 1980, i posteriorment per condicions econòmiques i socials adverses. A partir dels acords de pau del gener de 1992, els governs emanats del partit Arena realitzen una sèrie de reformes econòmiques que reclamava el model neoliberal impulsat i recolzat pel govern federal dels Estats Units.

## Cultura

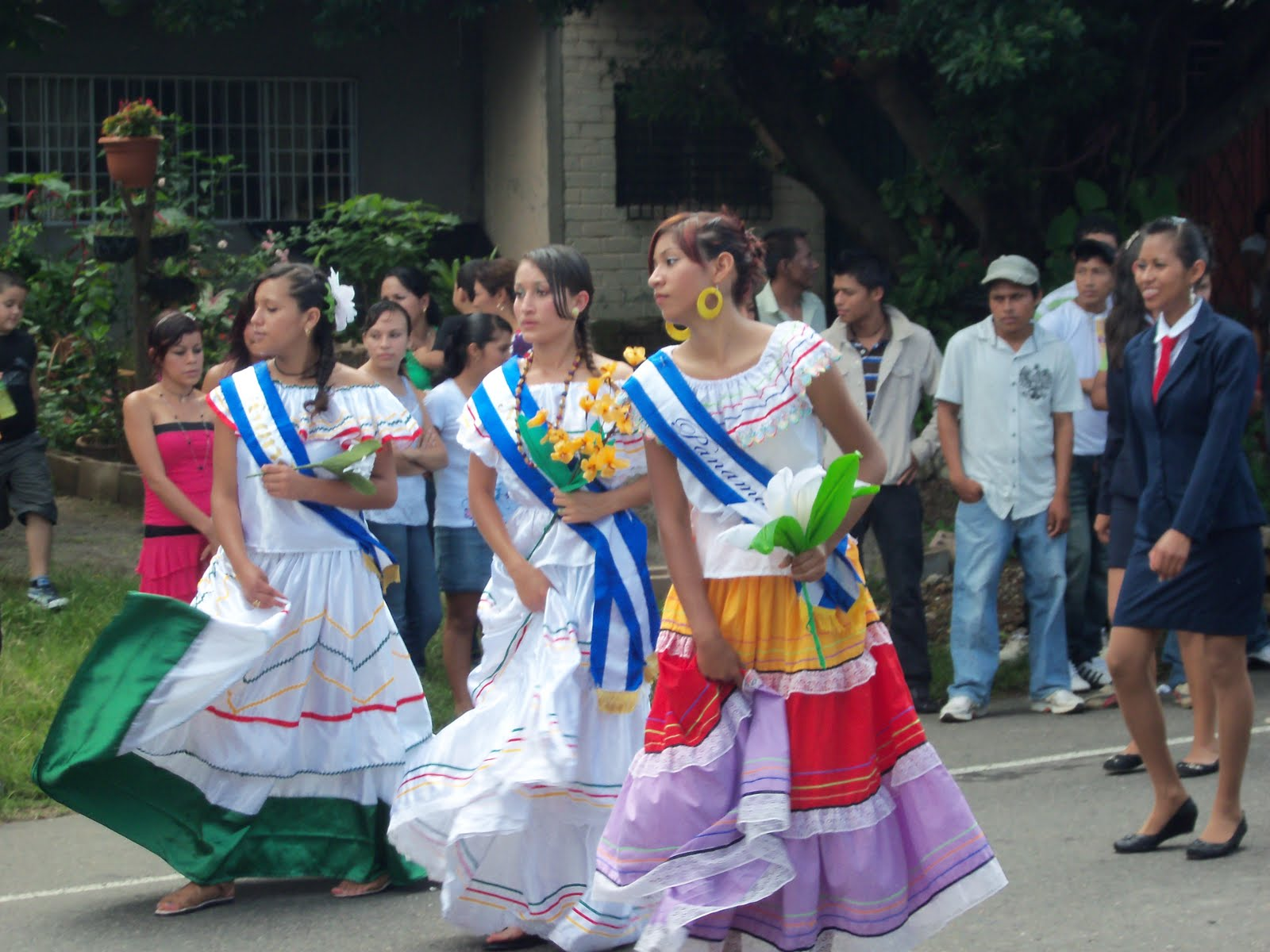
Vestits típics salvadorencs

La cultura popular d'El Salvador comprèn tradicions i costums ancestrals, provinents de les cultures indígenes, que es van fusionar amb els costums espanyols. Els nuclis de població més representatius i tradicionals es localitzen a les zones dels izalcos, nonualcos, voltants de San Salvador i Cacaopera. Entre les expressions materials del folklore salvadorenc, s'inclouen elements com l'artesania, en la qual existeixen importants centres de producció a Nahuizalco, La Palma o Ilobasco; i els objectes inclouen diversos tipus de terrisseria, ceràmica, xàrcia, cistelleria, fang cuit, joguines, pirotècnia, etc.

### Gastronomia

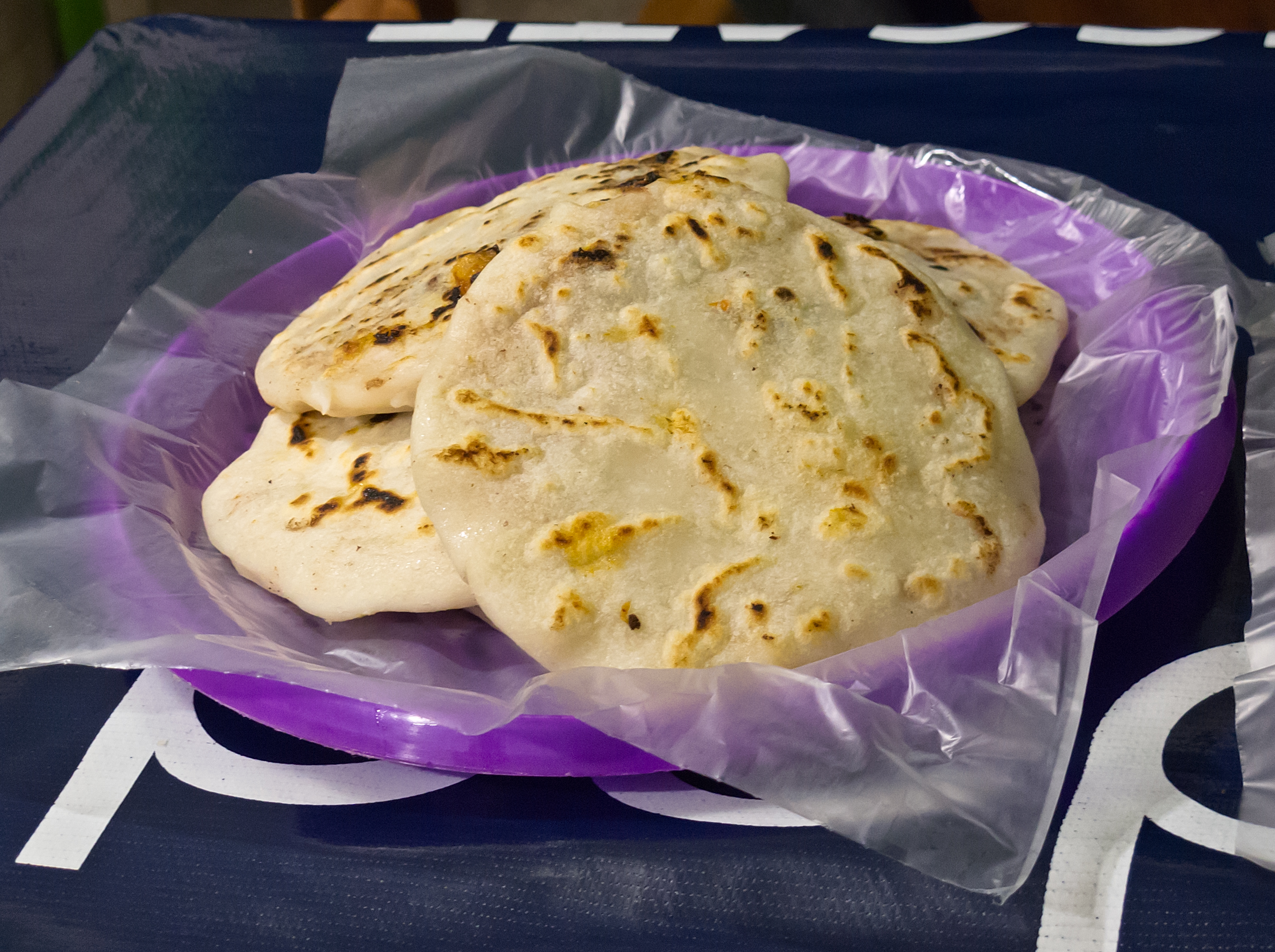
La pupusa és el plat per excel·lència de la cuina típica salvadorenca

El blat de moro, que és igualment utilitzat per molts pobles d'Amèrica, és l'ingredient principal de la cuina típica salvadorenca. El plat per excel·lència és la pupusa, que té un dia nacional que se celebra cada segon diumenge de novembre. Altres aliments populars elaborats amb blat de moro són: les tortillas, molt importants en l'alimentació diària dels salvadorencs; així com els tamales; varietats d'atoles com el d'atol d'elote, piñuela, shuco o chilate; i entrepans com les riguas; tustacas i totopostes; i la chicha de blat de moro com a beguda. A més existeixen festivals del blat de moro, també coneguts com a atoladas, que són celebrats en el segon semestre de cada any en diverses poblacions del país, usualment a l'agost. Aquests festins poden tenir un caràcter familiar. A part del blat de moro, el frijol (fesol) és un altre ingredient molt utilitzat en la cuina salvadorenca.

### Religió
El Salvador és un país tradicionalment catòlic. Des de l'època colonial fins a finals del segle xix va ser la religió oficial, però aquesta ha disminuït en les últimes dècades després de la Guerra civil de 1980; un dels majors símbols catòlics al país és la catedral metropolitana de San Salvador, la més gran del país; existeixen festivitats i celebracions catòliques com la Setmana Santa, el Nadal, etc. Més d'un 55% de la població és catòlica, constituint al voltant de més de 3 milions de fidels, encara que les esglésies protestants van guanyant terreny en el país; durant la dècada de 1950, van arribar missioners protestants (la majoria provenia dels Estats Units i Guatemala), cosa que provocà un creixement d'evangèlics en el país, avui dia sumen un 30%; també avui en dia un 12% de la població no té afiliació religiosa o estan indefinits, el 3% restant és d'altres religions; a causa de l'arribada d'estrangers d'Israel, Palestina, Aràbia i Turquia, existeix una comunitat important de l'islam i del judaisme; els estrangers d'origen xinès han introduït el budisme en el país, al voltant de 30.000 persones; de la mateixa manera que existeixen sectes cristianes com els adventistes (40.000 persones), testimonis de Jehovà, mormons, etc. Menys de 1.000 persones practiquen religions o creences maies.